# Copa Libertadores féminine 2013
Navigation
Édition précédente Édition suivante
La Copa Libertadores féminine 2013 est la 5e édition de la Copa Libertadores féminine, une compétition inter-clubs sud-américaine de football féminin organisée par la Confédération sud-américaine de football (CONMEBOL). Elle se déroule du 27 octobre au 7 novembre 2013 à Foz do Iguaçu au Brésil et oppose les meilleurs clubs des différents championnats sud-américains de la saison précédente.
Le club brésilien São José Esporte Clube, vainqueur en 2011, remporte la finale face aux Colombiennes de Formas Íntimas sur le score de 3 buts à 1.

## Calendrier
| Nom                    | Dates                         | Équipes participantes | Équipes restantes |
| ---------------------- | ----------------------------- | --------------------- | ----------------- |
| Phase de groupes       | du 27 octobre au 1er novembre | 12                    | de 12 à 4         |
| Demi-finales           | lundi 4 novembre              | 4                     | de 4 à 2          |
| Match pour la 3e place | jeudi 7 novembre              | 2                     | -                 |
| Finale                 | jeudi 7 novembre              | 2                     | de 2 à 1          |

## Participants
Un total de 12 équipes provenant des 10 associations membres de la CONMEBOL participeront à la Copa Libertadores féminine 2013.
| - Boca Juniors Champion d'Argentine 2012-2013 - Mundo Futuro FC Champion de Bolivie 2013 - São José EC Vainqueur de la Coupe du Brésil 2012 - Foz Cataratas Club organisateur - Colo-Colo Tenant du titre et champion du Chili 2013 - Everton Vice-champion du Chili 2013 | - Boca Juniors Champion d'Argentine 2012-2013 - Mundo Futuro FC Champion de Bolivie 2013 - São José EC Vainqueur de la Coupe du Brésil 2012 - Foz Cataratas Club organisateur - Colo-Colo Tenant du titre et champion du Chili 2013 - Everton Vice-champion du Chili 2013 | - Boca Juniors Champion d'Argentine 2012-2013 - Mundo Futuro FC Champion de Bolivie 2013 - São José EC Vainqueur de la Coupe du Brésil 2012 - Foz Cataratas Club organisateur - Colo-Colo Tenant du titre et champion du Chili 2013 - Everton Vice-champion du Chili 2013 | - Boca Juniors Champion d'Argentine 2012-2013 - Mundo Futuro FC Champion de Bolivie 2013 - São José EC Vainqueur de la Coupe du Brésil 2012 - Foz Cataratas Club organisateur - Colo-Colo Tenant du titre et champion du Chili 2013 - Everton Vice-champion du Chili 2013 | - Boca Juniors Champion d'Argentine 2012-2013 - Mundo Futuro FC Champion de Bolivie 2013 - São José EC Vainqueur de la Coupe du Brésil 2012 - Foz Cataratas Club organisateur - Colo-Colo Tenant du titre et champion du Chili 2013 - Everton Vice-champion du Chili 2013 | - Boca Juniors Champion d'Argentine 2012-2013 - Mundo Futuro FC Champion de Bolivie 2013 - São José EC Vainqueur de la Coupe du Brésil 2012 - Foz Cataratas Club organisateur - Colo-Colo Tenant du titre et champion du Chili 2013 - Everton Vice-champion du Chili 2013 | - Boca Juniors Champion d'Argentine 2012-2013 - Mundo Futuro FC Champion de Bolivie 2013 - São José EC Vainqueur de la Coupe du Brésil 2012 - Foz Cataratas Club organisateur - Colo-Colo Tenant du titre et champion du Chili 2013 - Everton Vice-champion du Chili 2013 | - Boca Juniors Champion d'Argentine 2012-2013 - Mundo Futuro FC Champion de Bolivie 2013 - São José EC Vainqueur de la Coupe du Brésil 2012 - Foz Cataratas Club organisateur - Colo-Colo Tenant du titre et champion du Chili 2013 - Everton Vice-champion du Chili 2013 | - Formas Íntimas Vainqueur du barrage de la Colombie - Rocafuerte FC Champion d'Équateur 2013 - Cerro Porteño Champion du Paraguay 2012 - JC Sport Girls Champion du Pérou 2013 - Nacional Champion d'Uruguay 2012 - Estudiantes de Guárico Champion du Venezuela 2013 | - Formas Íntimas Vainqueur du barrage de la Colombie - Rocafuerte FC Champion d'Équateur 2013 - Cerro Porteño Champion du Paraguay 2012 - JC Sport Girls Champion du Pérou 2013 - Nacional Champion d'Uruguay 2012 - Estudiantes de Guárico Champion du Venezuela 2013 | - Formas Íntimas Vainqueur du barrage de la Colombie - Rocafuerte FC Champion d'Équateur 2013 - Cerro Porteño Champion du Paraguay 2012 - JC Sport Girls Champion du Pérou 2013 - Nacional Champion d'Uruguay 2012 - Estudiantes de Guárico Champion du Venezuela 2013 | - Formas Íntimas Vainqueur du barrage de la Colombie - Rocafuerte FC Champion d'Équateur 2013 - Cerro Porteño Champion du Paraguay 2012 - JC Sport Girls Champion du Pérou 2013 - Nacional Champion d'Uruguay 2012 - Estudiantes de Guárico Champion du Venezuela 2013 | - Formas Íntimas Vainqueur du barrage de la Colombie - Rocafuerte FC Champion d'Équateur 2013 - Cerro Porteño Champion du Paraguay 2012 - JC Sport Girls Champion du Pérou 2013 - Nacional Champion d'Uruguay 2012 - Estudiantes de Guárico Champion du Venezuela 2013 | - Formas Íntimas Vainqueur du barrage de la Colombie - Rocafuerte FC Champion d'Équateur 2013 - Cerro Porteño Champion du Paraguay 2012 - JC Sport Girls Champion du Pérou 2013 - Nacional Champion d'Uruguay 2012 - Estudiantes de Guárico Champion du Venezuela 2013 | - Formas Íntimas Vainqueur du barrage de la Colombie - Rocafuerte FC Champion d'Équateur 2013 - Cerro Porteño Champion du Paraguay 2012 - JC Sport Girls Champion du Pérou 2013 - Nacional Champion d'Uruguay 2012 - Estudiantes de Guárico Champion du Venezuela 2013 | - Formas Íntimas Vainqueur du barrage de la Colombie - Rocafuerte FC Champion d'Équateur 2013 - Cerro Porteño Champion du Paraguay 2012 - JC Sport Girls Champion du Pérou 2013 - Nacional Champion d'Uruguay 2012 - Estudiantes de Guárico Champion du Venezuela 2013 |

## Compétition

### Phase de groupes
La phase de groupes sous forme de trois groupes de quatre équipes se déroule du 15 au 21 novembre.
Les premiers de chaque groupe se qualifient pour les demi-finales, ainsi que le meilleur deuxième.
Légende des classements
- Qualification pour les demi-finales
- Deuxième du groupe

Légende des résultats
- Victoire  du club
- Match nul
- Défaite du club

#### Groupe A
| Rang | Équipe          | Pts | J | G | N | P | Bp | Bc | Diff |  | Résultats       |  |     |     |     |
| ---- | --------------- | --- | - | - | - | - | -- | -- | ---- |  | --------------- |  | --- | --- | --- |
| 1    | Colo-Colo       | 7   | 3 | 2 | 1 | 0 | 16 | 4  | +12  |  | Colo-Colo       |  | 3-3 | 5-1 | 8-0 |
| 2    | Mundo Futuro FC | 7   | 3 | 2 | 1 | 0 | 7  | 4  | +3   |  | Mundo Futuro FC |  |     | 3-1 | 1-0 |
| 3    | Nacional        | 3   | 3 | 1 | 0 | 2 | 5  | 10 | -5   |  | Nacional        |  |     |     | 3-2 |
| 4    | JC Sport Girls  | 0   | 3 | 0 | 0 | 3 | 2  | 12 | -10  |  | JC Sport Girls  |  |     |     |     |

#### Groupe B
| Rang | Équipe        | Pts | J | G | N | P | Bp | Bc | Diff |  | Résultats     |  |     |     |     |
| ---- | ------------- | --- | - | - | - | - | -- | -- | ---- |  | ------------- |  | --- | --- | --- |
| 1    | São José EC   | 9   | 3 | 3 | 0 | 0 | 4  | 0  | +4   |  | São José EC   |  | 1-0 | 1-0 | 2-0 |
| 2    | Cerro Porteño | 6   | 3 | 2 | 0 | 1 | 11 | 4  | +7   |  | Cerro Porteño |  |     | 3-2 | 8-1 |
| 3    | Rocafuerte FC | 3   | 3 | 1 | 0 | 2 | 3  | 4  | -1   |  | Rocafuerte FC |  |     |     | 1-0 |
| 4    | Everton       | 0   | 3 | 0 | 0 | 3 | 1  | 11 | -10  |  | Everton       |  |     |     |     |

#### Groupe C
| Rang | Équipe                 | Pts | J | G | N | P | Bp | Bc | Diff |  | Résultats              |  |     |     |     |
| ---- | ---------------------- | --- | - | - | - | - | -- | -- | ---- |  | ---------------------- |  | --- | --- | --- |
| 1    | Formas Íntimas         | 7   | 3 | 2 | 1 | 0 | 6  | 2  | +4   |  | Formas Íntimas         |  | 3-1 | 1-1 | 2-0 |
| 2    | Boca Juniors           | 4   | 3 | 1 | 1 | 1 | 5  | 5  | 0    |  | Boca Juniors           |  |     | 3-1 | 1-1 |
| 3    | Foz Cataratas          | 2   | 3 | 0 | 2 | 1 | 3  | 5  | -2   |  | Foz Cataratas          |  |     |     | 1-1 |
| 4    | Estudiantes de Guárico | 2   | 3 | 0 | 2 | 1 | 2  | 4  | -2   |  | Estudiantes de Guárico |  |     |     |     |

#### Deuxièmes des groupes
Le deuxième présentant les meilleurs résultats se qualifie pour les demi-finales. Les deux autres sont éliminés.
| Grp | Club            | Pts | J | G | N | P | Bp | Bc | Diff |
| --- | --------------- | --- | - | - | - | - | -- | -- | ---- |
| A   | Mundo Futuro FC | 7   | 3 | 2 | 1 | 0 | 7  | 4  | +3   |
| B   | Cerro Porteño   | 6   | 3 | 2 | 0 | 1 | 11 | 4  | +7   |
| C   | Boca Juniors    | 4   | 3 | 1 | 1 | 1 | 5  | 5  | 0    |

### Phase à élimination directe
|  | Demi-finales    | Demi-finales   |                        |   | Finale     | Finale     |
|  | Demi-finales    | Demi-finales   |                        |   | Finale     | Finale     |
|  |                 |                |                        |   |            |            |
|  | 4 novembre      | 4 novembre     |                        |   | 7 novembre | 7 novembre |
|  | 4 novembre      | 4 novembre     |                        |   | 7 novembre | 7 novembre |
|  | Colo-Colo       | 1 (0)          |                        |   | 7 novembre | 7 novembre |
|  | Colo-Colo       | 1 (0)          |                        |   | 7 novembre | 7 novembre |
|  | São José EC tab | 1 (3)          |                        |   | 7 novembre | 7 novembre |
|  | São José EC tab | 1 (3)          | São José EC            | 3 |            |            |
|  | 4 novembre      |                | São José EC            | 3 |            |            |
|  |                 | Formas Íntimas | 1                      |   |            |            |
|  | Formas Íntimas  | Formas Íntimas | 1                      | 4 |            |            |
|  | Formas Íntimas  |                |                        | 4 |            |            |
|  | Mundo Futuro FC | 1              |                        |   |            |            |
|  | Mundo Futuro FC | 1              | Match pour la 3e place |   |            |            |
|  |                 |                |                        |   |            |            |
|  | 7 novembre      |                |                        |   |            |            |
|  |                 |                |                        |   |            |            |
|  | Colo-Colo       | 6              |                        |   |            |            |
|  | Colo-Colo       | 6              |                        |   |            |            |
|  | Mundo Futuro FC | 3              |                        |   |            |            |
|  | Mundo Futuro FC | 3              |                        |   |            |            |